# Poix-du-Nord
Poix-du-Nord é uma comuna francesa na região administrativa de Altos da França, no departamento do Norte. Estende-se por uma área de 8.67 km². Em 2010 a comuna tinha 2 226 habitantes (densidade: 256,7 hab./km²).